# Верхньоніманська низовина

Верхньоніманська низовина на мапі

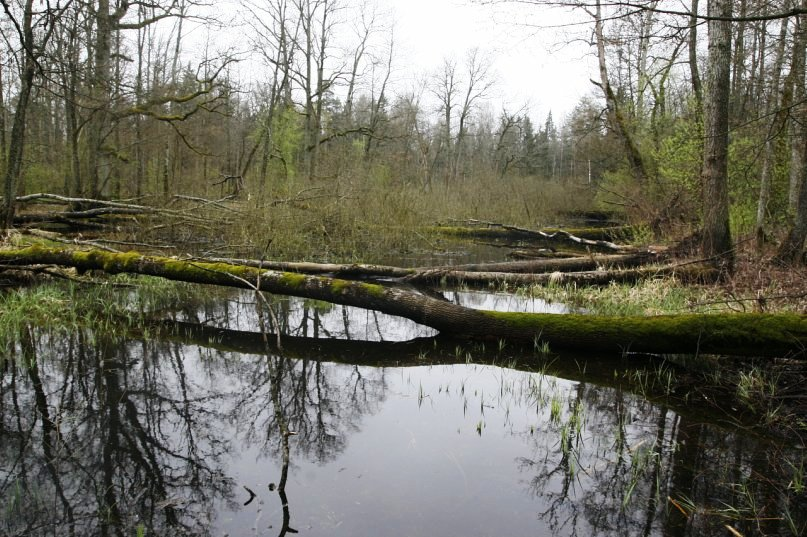
Налібоцька пуща навесні

Верхньоніманська низовина — низовина у Гродненській і на заході Мінської області, Білорусь. розташована уздовж річки Німан.. Протяжність зі сходу на захід — 160 км, з півночі на південь — від 15 до 55 км
Межує на півночі із Середньоніманською низовиною і Лідською рівниною, на північному сході з Ошмянською і Мінською височинами, на сході і південному сході з Копильським пасмом і прилеглими рівнинами, на півдні та заході з Новогрудською, Слонімською, Волковиською і Гродненською височинами.
При таненні поозерського льодовика утворилося велике Середньоніманське озеро, потім, з часом рівень озера знижувався з 123 м до 115 м. У пізньому голоцені сформувалася долина Німану, яка в межах Середньоніманської низовини має ерозійні врізи до 25-28 м.
Рельєф Верхньоніманськоі низовини переважно ерозійно-акумулятивний. Полого-горбиста поверхня низовини має еолові відкладення заввишки до 5-10 м (пасма, пагорби, дюни), лощини стоку, біля річок — яри і балки, абразивні уступи колишніх берегів прильодовикових озер; місцями заболочені, з озерними улоговинами. Є озерно-алювіальні ділянки (при впадінні річки Березина у Німан).
Територією низовини протікає річка Німан з притоками Сула, Уса, Березина, Гав'я, Дітва, Лобода, Котра (праворуч), Уша, Сервеч, Мовчадь, Щара, Зельвянка, Рось, Свислоч (зліва). Найбільше озеро — Кромань. Поверхня значнj заболочена.
Лісистість 35 %, соснові, смереково-соснові та мішані ліси, діброви. У оболонах вільха і зарості чагарників чергуються з луками та заболоченими ділянками. Найбільші лісові масиви — Налібоцька та Липичанська пущі.